# Alsophylax przewalskii
Alsophylax przewalskii  — вид ящірок з родини геконових.

## Опис
Цей вид є ендеміком провінції Сіньцзян, Китай. Цей гекон є комахоїдним деревним видом і веде нічний спосіб життя.